# Seznam evroposlancev iz Irske (1977–1979)
Seznam evroposlancev iz Irske v mandatu 1977–1979.

## Seznam
- Seán Brosnan
- Ruairi Brugha
- Michael Herbert
- Liam Kavanagh
- Gerry L'Estrange
- Charles McDonald
- Tom Nolan
- Paddy Power
- Richie Ryan
- Michael Yeats